# Martín José de Larraín y Salas
Don Martín José de Larraín y Salas (1756- Santiago, 11 de abril de 1835), fue un célebre aristócrata y político chileno del siglo XIX y jefe del Clan de los Ochocientos.

## Biografía
Fue bautizado en el Sagrario de la Catedral de Santiago el 22 de octubre de 1756. Era hijo de Martín de Larraín y Vicuña, Corregidor de Quillota y Alcalde de Santiago en 1759, y de María Antonia Salas y Ramírez de Salas.
Estudió en el Colegio Carolino de Nobles de Santiago, logrando el bachillerato en Literatura. Se dedicó a la agricultura de la hacienda familiar en lo que hoy es El Monte.
Fue Capitán del Regimiento de Caballería "La Princesa" en 1791; Subdelegado del Partido de Illapel; desterrado al Perú por participar en la revolución de Independencia en 1817.
Fue jefe del Clan de los Ochocientos, de destacada participación en el proceso de la Independencia de Chile.
Célebre patriota como sus demás hermanos. Firmó el Reglamento Constitucional provisorio, apoyando la gestión de José Miguel Carrera, en 1812. Luego, se alejó de la vida pública, retornando al campo.
Tras la Guerra Civil de 1830, se adhirió a las ideas conservadoras y fue elegido Senador por Valdivia (1831-1834), integrando en este período la Comisión permanente Militar.

## Familia y descendencia
Fue Marqués consorte de Montepío por su matrimonio con Doña Josefa de Aguirre y Boza Andía-Yrarrázabal, IV Marquesa de Montepío y Señora del Mayorazgo Aguirre en Santiago de Chile. El matrimonio se llevó a cabo en el Sagrario de la Catedral de Santiago el 10 de septiembre de 1780 y fue una de las familias más prolíficas de Chile, sino la más, con 24 hijos.
- 1. Don Vicente de Larraín y Aguirre.[6]
- 2. Don Juan de Dios de Larraín y Aguirre.[6]
- 3. Don Bruno de Larraín y Aguirre.[6]

Es antepasado directo del actual ministro y exsenador Hernán Larraín y el presidente de Evópoli Hernán Larraín Matte
Falleció en Santiago, el 11 de abril de 1835.